# IC 4995
IC 4995 је лентикуларна галаксија у сазвјежђу Телескоп која се налази на листи објеката дубоког неба у Индекс каталогу.
Деклинација објекта је - 52° 37' 18" а ректасцензија 20h 19m 59,0s. Привидна величина (магнитуда) објекта IC 4995 износи 13,3 а фотографска магнитуда 14,3. IC 4995 је још познат и под ознакама ESO 186-34, FAIR 341, IRAS 20162-5246, PGC 64491.